# Gravere
Gravere é uma comuna italiana da região do Piemonte, província de Turim, com cerca de 682 habitantes. Estende-se por uma área de 18 km², tendo uma densidade populacional de 38 hab/km². Faz fronteira com Giaglione, Susa, Chiomonte, Meana di Susa, Usseaux.

## Demografia
| Variação demográfica do município entre 1861 e 2011                               |
|                                                                                   |
| Fonte: Istituto Nazionale di Statistica (ISTAT) - Elaboração gráfica da Wikipedia |